# Cruciada a opta
Cruciada a opta a fost o cruciadă lansată de Ludovic al IX-lea al Franței în 1270. În cazul ultimelor cruciade, cea de-a opta este considerată a șaptea, dat fiind faptul că cea de-a cincea și cea de-a șasea al lui Frederick al II-lea sunt considerate o singură cruciadă. De asemenea, cruciada a noua este considerată uneori ca parte a celei de-a opta. 
Ludovic a fost foarte puternic tulburat de evenimentele din Siria, unde sultanul mameluc Baibars ataca ce mai rămăsese din statele cruciate. Baibars considerase că în momentul în care orașele stat Veneția și Genova erau implicate într-un război fratricid (1256–1260), porturile siriene controlate de italieni sunt o pradă ușoară. Până în 1265, Baibars cucerise Nazaretul, Hifa, Toronul și Arsuful. Hugh al III-lea al Ciprului, care era regele nominal al Regatului Ierusalimului, a debarcat cu trupele de sub comanda sa pentru a apăra Acra, în vreme ce Baibars s-a îndreptat spre nord spre Armenia, care în acele timpuri era sub controlul mongolilor. 
Aceste evenimente l-au făcut pe Ludovic să cheme la organizarea unei noi cruciade în 1267, cu toate că sprijinul popular pentru asemenea acțiuni era foarte scăzut. Jean de Joinville, cronicarul care-l însoțise pe rege în cruciada precedentă, a refuzat să mai participe la noua expediție militară. Regele a fost convins de fratele său, Charles de Anjou să atace mai întâi Tunisul, a cărui cucerire i-ar fi asigurat o bază de operare împotriva Egiptului, ținta precedentei cruciade și a celei de-a cincea. Charles, dată fiind calitatea sa de rege al Siciliei, avea propriile sale interese în zona Mediteranei. Sultanul Tunisului avea legături cu creștinii din Spania, unde era considerat un bun candidat la convertire. În iulie 1270, Ludovic a debarcat în fruntea armatelor sale pe coasta Africii, într-un anotimp foarte nefavorabil pentru asemenea operațiuni. Cea mai mare parte a soldaților săi s-a îmbolnăvit datorită calității proaste a apei de băut, iar, pe 25 august, însuși regele Ludovic a murit datorită unei boli digestive, la numai o zi după sosirea fratelui său în zonă. Charles l-a proclamat rege pe fiul lui Ludovic, Filip al III-lea, dar datorită tinereții acestuia din urmă, Charles a fost adevăratul conducător al expediției militare. 
Cum armata creștină era răvășită de boli, asediul Tunisului a fost abandonat pe 30 octombrie, după ce s-a ajuns la o înțelegere cu sultanul. În conformitate cu prevederile acestei înțelegeri, creștinii căpătau dreptul la comerț liber cu Tunisul, iar sultanul a fost de acord să garanteze dreptul la reședință al preoților și călugărilor creștini, cruciații putând să afirme că au obținut un succes parțial. Charles s-a aliat după aceasta cu prințul Edward al Angliei, care venise în fruntea unei armate în zonă. Când Charles a renunțat la atacul împotriva Tunisului, Edward s-a îndreptat către Acra, ultimul avanpost cruciat în Siria. Perioada petrecută în campania din Acra este numită de obicei cruciada a noua.